# Сражение в Каньоне Белой Птицы
Сражение в Каньоне Белой Птицы (The Battle of White Bird Canyon) произошло 17 июня 1877 года на территории Айдахо. Это сражение между индейцами не-персе и армией США стало первым боевым столкновением войны не-персе и в ней правительственная армия потерпела серьёзное поражение. Сражение произошло в западной части современного округа Айдахо, к юго-западу от города Грейнджвилл.

## Предыстория
По изначальному соглашению между правительством США и индейцами не-персе от 1855 года, правительство признало право индейцев на их земли. Однако, в 1860 обнаружение золота на территории резервации привело к бесконтрольному притоку золотоискателей и поселенцев на эту территорию. Несмотря на отдельные стычки не-персе вели себя мирно. Известно, что эти племена и до прихода белых в отличие от многих других племён избегали не спровоцированных набегов на своих соседей.
В 1863 году под давлением лиц, требующих доступности этих земель для поселенцев, правительство США принудило индейцев подписать новое соглашение, сокращающее территорию резервации на 90 %. Вожди племён, живущих за пределами новых границ, отказались подписать «грабительский договор» и эти племена остались на своей территории до весны 1877.
В мае 1877 года эти «не подписавшиеся» племена, под давлением армии США стали переселяться в новые границы. Племя Wal-lam-wat-kain, которое вёл Вождь Джозеф, потеряло много лошадей и скота при переправе через разлившиеся весной реки. Племена Джозефа и Белой Птицы в итоге собрались у Тепахлевам — на месте традиционного лагеря в прерии Камас, у озера Толо. Индейцы в целом согласились не нарушать мира.
Однако, 14 июня, три молодых человека, включая Валитита, проникли на территорию реки Салмон, чтобы отомстить за смерть отца Валитита — Типьяхланах Сискана, убитого в 1875-м. Успех этого набега навёл других воинов на мысль о мщении и это привело к ещё нескольким набегам 15-го июня. Индейцами не-персе было убито примерно 18 человек. Поселенцы стали слать сообщения в Форт-Лапваи, описывая эти события и требуя помощи от армии.
Индейцы в Тепахлеваме узнали, что генерал Оливер Ховард готовится послать против них солдат. 16 июня племена переместились в южный конец каньона Белой Птицы, который имел 5 миль в длину, 1 милю в ширину и был окружён крутыми горными склонами. В ту же ночь дозоры донесли о приближении американской армии с севера. После долгих совещаний не-персе решили, что они останутся в каньоне, но попробуют избежать боя, если это будет возможно. Собственно, индейцы не хотели воевать, а планировали уйти в Канаду.

## Участники

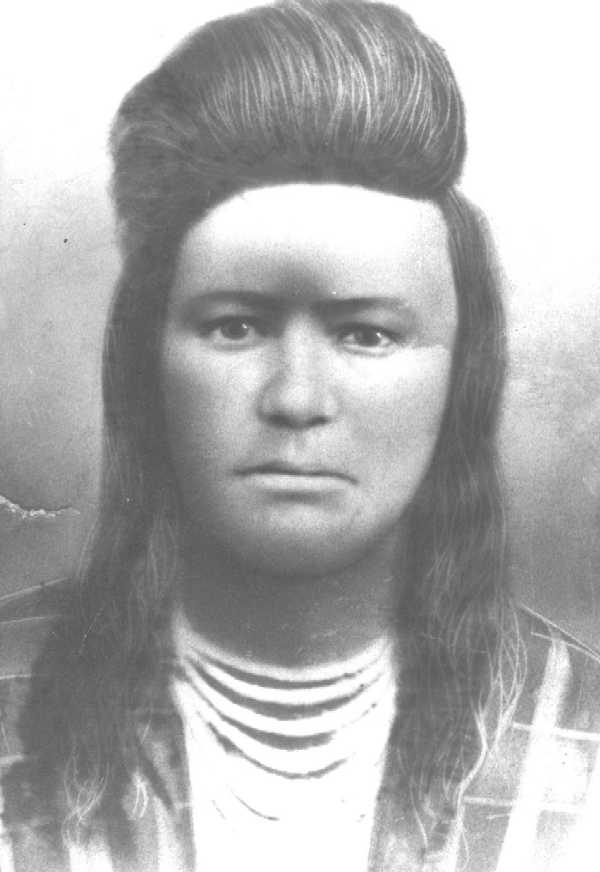
Брат Джозефа Оллокот, который руководил большинством воинов в этой битве.

Ховард послал против индейцев две роты 1-го кавалерийского полка. Ротой F командовал капитан Дэвид Перри, а ротой Н — капитан Джоэл Грехам Тримбл. В обоих ротах насчитывалось 106 человек. 11 волонтёров и 13 индейцев-разведчиков не-персе из «лояльных» племён были набраны в Форт-Лапваи. Примерно половина солдат была иностранного происхождения, не имели боевого опыта и были посредственными наездниками и стрелками. Их лошади были не приучены к сражениям, а также, вместе со всадниками, утомлены двухдневным маршем, за время которого они прошли 70 миль.
Поспешное и неподготовленное выступление американцев было связано с требованиями местного белого населения, которое, однако, для поддержки выставило всего лишь 11 добровольцев.
У индейцев имелось примерно 135 воинов, но во время набегов они добыли себе много виски и к утру 17 июня многие оказались нетрезвы и неспособны воевать. Поэтому в сражении участвовали только 70 воинов. Этот отряд был разделён на две части, которыми командовали Оллокот и Белая Птица. Возможно, Вождь Джозеф тоже участвовал в сражении, но он не был военным вождём в племени. У индейцев было всего 45 или 50 стволов, включая дробовики, пистолеты и старые мушкеты. Некоторые воины сражались луком и стрелами. Индейцы не имели опыта боёв с белыми, но хорошо знали местность, а их качества наездников и хорошо обученные лошади породы аппалуза давали им существенные преимущества. Приученные к экономии патронов на охоте, индейцы были также хорошими стрелками. Обычно в бою они спешивались для ведения огня и оставляли лошадей пастись неподалёку. А многие американские кавалеристы и их лошади были плохо обучены и паниковали во время сражения, что и стало одной из причин поражения правительственных войск.

## Сражение

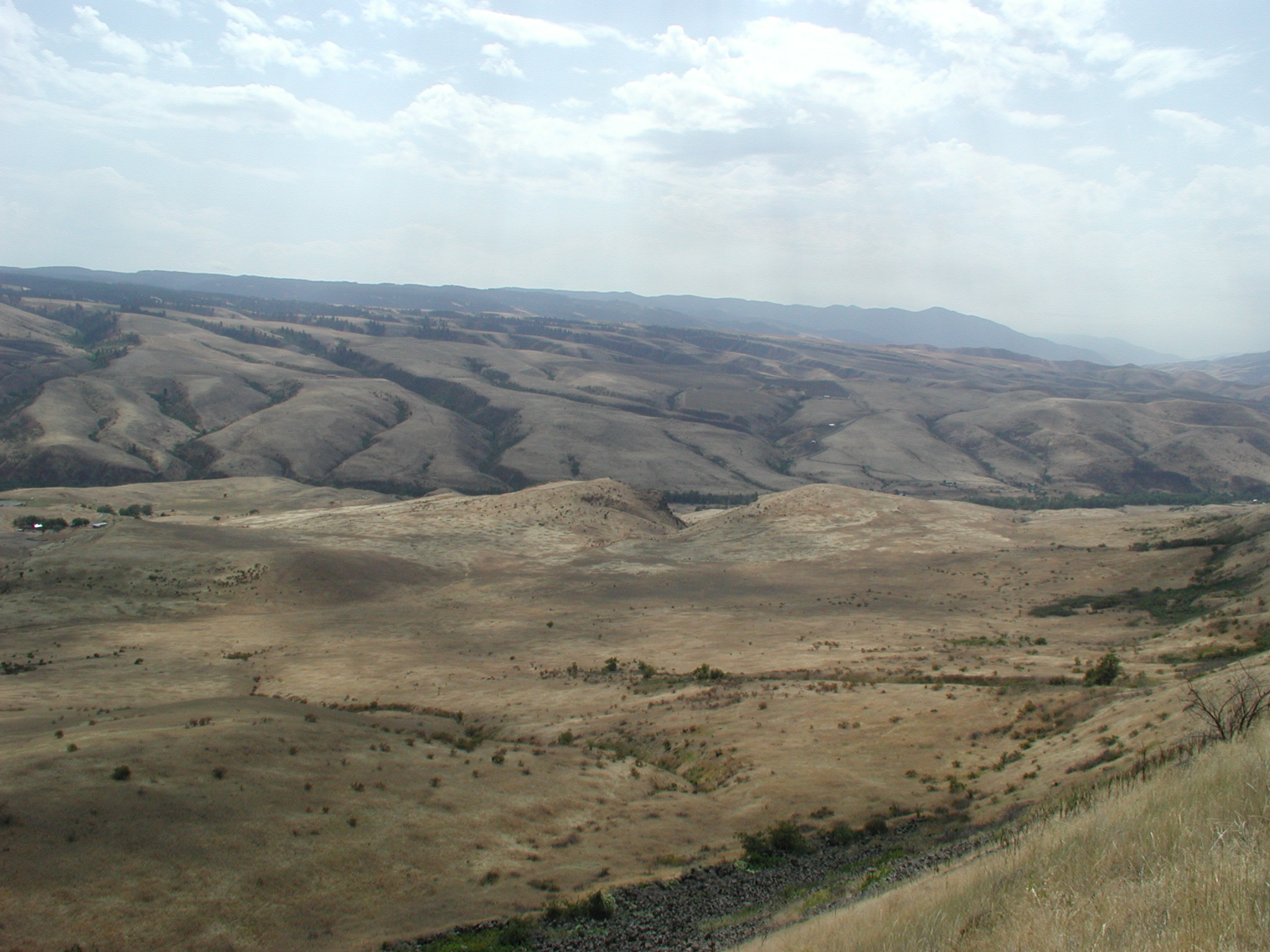
Поле боя в каньоне Белой птицы. Американская кавалерия оказалась под снайперским обстрелом с дальних дистанций на голом дне каньона. Индейцы находились на склонах и в русле реки, частично поросших лесом. Кавалерийская атака достаточно крутых, изрезанных склонов оказалась невозможной.

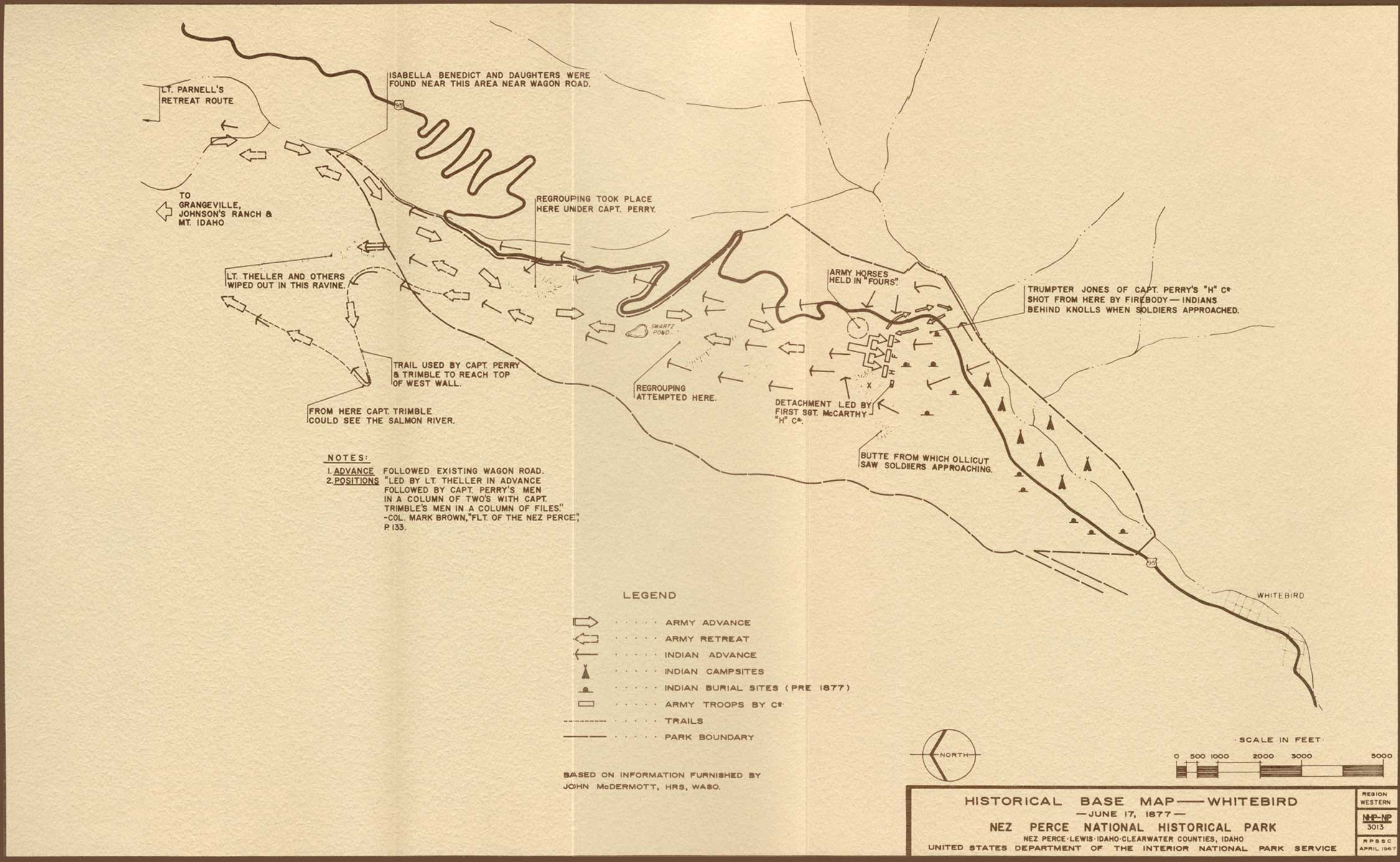
Схема битвы в каньоне Белой птицы.

Перед сражением индейцы заняли позиции на крутых холмах на обоих флангах предполагаемого движения американской колонны. Для переговоров с американцами был послан отряд парламентёров под белым флагом в числе 6 человек. По неизвестным причинам (возможно в силу неожиданности) американский проводник открыл огонь по парламентёрам. Индейцы укрылись и открыли ответный огонь в лоб и с флангов. Почти сразу был убит один из горнистов.
Лейтенант Теллер в центре американских позиций развернул своих людей в пешую цепь на небольшой возвышенности. Капитан Перри также спешил солдат в стрелковую цепь на восточном (левом) фланге, а рота H под командованием капитана Тримбла разворачивалась для кавалерийской атаки на западном фланге. Волонтёры должны были прикрывать восточный фланг, но попав под неожиданный огонь засевших в кустах индейцев, большинство волонтёров сразу бросилось бежать. Попытка Перри организовать кавалерийскую атаку ни на одном из флангов не удалась. Отчасти потому, что второй горнист потерял горн и отчасти потому, что беспорядочные метания лошадей, потерявших седоков, дезорганизовали кавалерийский строй. Также сообщается, что индейцы погнали на американские позиции табун своих разгорячённых коней. Капитан Тримбл послал сержанта Маккарти с небольшим отрядом на высшую точку позиции, чтобы прикрыть свой фланг. Американцы несли потери, не видя врага. В первый, но не в последний раз они имели возможность оценить снайперские качества воинов не-персе.

## Отступление
Видя неудачу на своём фланге, Перри попытался организованно переместиться на позиции Маккарти, чтобы занять позицию на возвышенности, находящейся примерно в 300 метрах южнее. Из этой затеи ничего не вышло. Деморализованные солдаты решили, что получили приказ к отступлению, и рота F начала отход. Рота Н, увидев это, тоже начала отходить, поставив отряд Маккарти в сложное положение.
Чувствуя близкую победу, верховые Оллокота бросились в атаку и обратили солдат в бегство. Маккарти ещё не знал, что он отрезан от основных сил и поскакал к отступающим. Капитан Тримбл велел ему вернуться и удерживать возвышенность, но ничем не мог ему помочь. Отряд МакКарти также начал отступать, но не смог присоединиться к роте Тримбла. Под Маккарти была убита лошадь, он спрятался в кустах, где провёл два дня и только потом пешком отправился в Гренджвилль. За свои действия он потом получил медаль почёта. Десятикратное превосходство числа убитых американцев над числом раненых в этой битве даёт основания полагать, что отступление американцев было бегством. Они не вынесли своих раненых, а индейцы пленных не брали.
Отступающие двигались двумя путями. Лейтенант Парнелл и лейтенант Теллер попытались пробиться к лагерю в Уайт-Берд, но Теллер попал в западню в узком овраге, израсходовал все патроны и был убит вместе с семью своими людьми. Капитан Перри и капитан Тримбл отступали к хребтам на северо-восток. Они достигли вершины хребта и навели порядок в своих рядах у ранчо Джонсона.

## Последствия
В этом сражении американские войска были разгромлены противником, который двукратно уступал в численности и многократно в вооружении.
В результате индейцы существенно пополнили свой арсенал и боекомплект. Американцы направили для преследования индейцев воинский контингент, многократно превосходящий разгромленные части. В ходе последующей войны число американских солдат, преследующих не-персе, достигло 2000 человек.